# Andy O’Brien
Andrew James "Andy" O'Brien (Harrogate, 1979. június 29.) angol származású ír labdarúgó, jelenleg a kanadai Vancouver Whitecaps FC játékosa. 2001 és 2006 között az ír válogatott tagja volt, 26 mérkőzésen lépett pályára, és játszott a 2002-es világbajnokságon is.